# Haustürwiderrufsgesetz
Das deutsche Haustürwiderrufsgesetz (HWiG) wurde als Gesetz über den Widerruf von Haustürgeschäften und ähnlichen Geschäften Mitte der 1980er Jahre erlassen.
Das HWiG bezweckte den privatrechtlichen Schutz der Verbraucherinteressen vor den wirtschaftlichen und sozialen Gefahren des Direktmarketings, wobei die Anfänge der Gesetzesinitiativen über zehn Jahre zurückreichten. Nach etlichen, sich über viele Legislaturperioden erstreckenden Gesetzesinitiativen, verabschiedete der deutsche Bundestag schließlich in seiner 174. Sitzung am 14. November 1985 das jahrelang blockierte Gesetz in zweiter und dritter Lesung, laut Pressemeldungen „vor fast leeren Abgeordnetenbänken“. Das HWiG trat nach Veröffentlichung am 16. Januar 1986 gem. § 9 Abs. 1 HWiG am 1. Mai 1986 in Kraft.
Durch das Gesetz sollten Verbraucher besser vor den Folgen unüberlegter Vertragsabschlüsse geschützt werden, die infolge eines Vertreterbesuchs am Wohn- oder Arbeitsplatz oder eines überraschenden Ansprechens bei Freizeitveranstaltungen oder auf der Straße zustande kamen. In solchen Fällen stand den Verbrauchern ein Widerrufsrecht zu, das nach schriftlicher Belehrung binnen einer Woche auszuüben war; unterblieb die Belehrung durch den Unternehmer, erlosch das Widerrufsrecht erst einen Monat nach beiderseits vollständiger Erbringung der Leistung. Im Unterschied zur jetzigen Regelung sah das Gesetz die schwebende Unwirksamkeit des Vertrages bis zum Verstreichen der einwöchigen Widerrufsfrist vor. Die Freizeitveranstaltungen, an die der Gesetzgeber besonders dachte, waren die damals sehr beliebten Kaffeefahrten.
Die Widerrufsmöglichkeit war ausgeschlossen, wenn der Vertreterbesuch am Wohn- oder Arbeitsplatz auf vorhergehende Bestellung des Kunden geschah, oder wenn die Leistung bei Abschluss der Verhandlungen sofort erbracht und bezahlt wurde und das Entgelt achtzig Deutsche Mark nicht überstieg. Ebenso bestand kein Recht zum Widerruf, wenn die Willenserklärung von einem Notar beurkundet worden war, sowie beim Abschluss von Versicherungsverträgen.
§1 HWiG (Widerrufsrecht), in der Fassung vom 16. Januar 1986
(1) Eine auf den Abschluß eines Vertrags über eine entgeltliche Leistung gerichtete Willenserklärung, zu der der Erklärende (Kunde)
1. durch mündliche Verhandlungen an seinem Arbeitsplatz oder im Bereich einer Privatwohnung,
2. anläßlich einer von der anderen Vertragspartei oder von einem Dritten zumindest auch in ihrem Interesse durchgeführten Freizeitveranstaltung oder
3. im Anschluß an ein überraschendes Ansprechen in Verkehrsmitteln oder im Bereich öffentlich zugänglicher Verkehrswege
bestimmt worden ist, wird erst wirksam, wenn der Kunde sie nicht binnen einer Frist von einer Woche schriftlich widerruft.
(2) Ein Recht auf Widerruf besteht nicht, wenn
1. im Fall von Absatz 1 Nr. 1 die mündlichen Verhandlungen, auf denen der Abschluss des Vertrags beruht, auf vorhergehende Bestellung des Kunden geführt worden sind oder
2. die Leistung bei Abschluß der Verhandlungen sofort erbracht und bezahlt wird und das Entgelt achtzig Deutsche Mark nicht übersteigt oder
3. die Willenserklärung von einem Notar beurkundet worden ist.
Zum 1. Oktober 2000 wurde die Widerrufsfrist mit der Einführung des Fernabsatzgesetzes auf zwei Wochen verlängert, wobei von da an Haustürgeschäftsverträge eine schwebende Wirksamkeit bis zum Verstreichen der Widerrufsfrist hatten.
Das HWiG wurde schließlich durch Artikel 6, Nr. 5 des Gesetzes zur Modernisierung des Schuldrechtes vom 26. November 2001 mit Wirkung zum 1. Januar 2002 aufgehoben und im Wesentlichen durch die neu eingeführten Regelungen in § 312 und § 312a BGB ersetzt.